# Cabezón de Cameros
Cabezón de Cameros tỉnh và cộng đồng tự trị La Rioja, phía bắc Tây Ban Nha. Đô thị này có diện tích là 12,01 ki-lô-mét vuông, dân số năm 2009 là 22 người với mật độ 1,83 người/km². Đô thị này có cự ly 43 km so với Logroño.